# 恩加拉杜古
恩加拉杜古（法語：N'Garadougou），是馬里的城鎮，位於該國西部，由庫利科羅區的迪瓦拉省負責管轄，面積548.82平方公里，海拔高度310米，2009年人口12,797，人口密度每平方公里23.32人。